# 松ケ崎郵便局
松ケ崎郵便局（まつがさきゆうびんきょく）は、秋田県由利本荘市にある郵便局。
かつては郵便区番号「018-11」の配達を受け持つ集配郵便局であったが、現在は本荘郵便局に移管され無集配郵便局となっている。

## 概要
住所：〒015-0032 秋田県由利本荘市松ケ崎松ケ崎町60

## 沿革
- 1873年（明治6年） - 松ケ崎郵便取扱所として開局[1]。
- 1875年（明治8年）1月1日 - 五等郵便局の松ケ崎郵便局となる[1]。
- 1885年（明治18年）11月16日 - 貯金預所設置[2]。
- 1886年（明治19年）
  - 4月15日 - 貯金預所廃止[3]。
  - 4月26日 - 三等郵便局となる[4]。
- 1887年（明治20年）3月31日 - 廃止[5]。
- 1892年（明治25年）7月1日 - 内道川郵便局が羽後国由利郡松ヶ崎村に移転し、松ケ崎郵便局と改称[6]。（実質再開局）
- 1896年（明治29年）7月1日 - 郵便為替及び郵便貯金事務開始[7]。
- 1899年（明治32年）4月1日 - 電信為替事務開始[8]。
- 1900年（明治33年）7月1日 - 小包郵便事務開始[9]。
- 1908年（明治41年）1月26日 - 電信事務開始[10]。
- 1920年（大正9年）7月30日 - 羽越北線（現羽越本線）道川-羽後亀田間開通に伴い鉄道郵便線路開通、その受渡局となる[11]。
- 1933年（昭和8年）
  - 6月16日 - 電話事務開始[12]。
  - 12月1日 - 電話交換業務開始[13]。
- 1976年（昭和51年）12月8日 - 電話交換業務廃止、本荘電報電話局に移管[14]。
- 1984年（昭和59年）2月1日 - 鉄道郵便受渡廃止[15]。
- 1987年（昭和62年）2月23日 - 風景入通信日附印使用開始[16]。
- 1991年（平成3年）10月28日 - 集配業務の全部を本荘郵便局に移管、無集配局となる[17]。